# Galumna californica
Galumna californica är en kvalsterart som först beskrevs av Hall 1911.  Galumna californica ingår i släktet Galumna och familjen Galumnidae. Inga underarter finns listade i Catalogue of Life.